# Ельте, Якоб
Якоб Карл Юхан Ельте (швед. Jacob Karl Johan Hjelte; род. 11 августа 1996, Швеция) — шведский футболист, нападающий «Ефле».

## Клубная карьера
Футболом начал заниматься в клубе «Хагастрём». Затем выступал за «Евле». В 2011 году провёл в его составе несколько матчей в шестом шведском дивизионе. Позже перешёл в молодёжную команду «Ефле». В июле 2014 года впервые попал в заявку команды на матч чемпионата страны с «Хальмстадом», но на поле не появился. Перед началом сезона 2015 года был переведён в основной состав, а в апреле подписал с клубом первый контракт, рассчитанный на четыре года. 5 апреля в матче первого тура с «Фалькенбергом» дебютировал за «Ефле» в чемпионате Швеции, заменив на 14-й минуте получившего травму Андерса Боота.
В конце мая 2018 года на правах аренды перешёл в «Сандвикен». В середине июля подписал с клубом полноценный контракт на два с половиной года. В ноябре 2019 года досрочно расторг контракт с «Сандвикеном» и в декабре вернулся в «Ефле».

## Карьера в сборной
12 октября 2015 года провёл единственный матч за юношескую сборную Швеции, появившись на поле после перерыва в товарищеском матче с Данией вместо Элиаса Андерссона.